# Саррацин, Тило
Ти́ло Сарраци́н (нем. Thilo Sarrazin; род. 12 февраля 1945, Гера, Gau Thüringen, Германия) — германский политик, член Социал-демократической партии Германии (СДПГ), государственный служащий в 1975—2010 годах. В 2000—2001 годах работал в компании Deutsche Bahn. С 2002 года по апрель 2009 года был сенатором по вопросам финансов в берлинском Сенате. С мая 2009 года по сентябрь 2010 года — член совета директоров Немецкого федерального банка.

## Биография
После окончания гимназии в Реклингхаузене и службы в армии ФРГ Тило Саррацин изучал экономику в Боннском университете. По окончании Университета поступил в аспирантуру и работал в нём же, в институте индустриальной политики ассистентом. В 1973 году получил степень доктора экономики. С ноября 1973 по декабрь 1974 года работал научным сотрудником в Фонде Фридриха Эберта. В 1973 году вступил в СДПГ.
С 1975 года начинается его государственная служба. С 1975 по 1978 год Саррацин был референтом в министерстве финансов ФРГ, после чего, до 1981 года в министерстве труда, а затем вернулся в министерство финансов. С октября 1981 года работал непосредственно с министром финансов Гансом Маттхёфером, а после — с его преемником Манфредом Ланштейном. В Минфине он оставался и после выхода Свободной демократической партии из коалиции с СДПГ в октябре 1982 года, где был руководителем нескольких комитетов (т. н. «рефератов») министерства, в частности с 1989 по 1990 год руководил комитетом по внутригерманским отношениям, который занимался подготовкой новой — объединённой — денежной системы на территории воссоединённой Германии.

## Deutsche Bahn
С весны 2000 по декабрь 2001 года Саррацин работал в «Deutsche Bahn» (с нем. — «Немецкие железные дороги»). В начале он был в течение четырёх месяцев руководителем ревизионного отдела, позже стал членом совета директоров и отвечал за стратегическое планирование и инвестиции.
Саррацин считается автором т. н. «модели народных акций», предполагающей эмиссию «народных» акций без права голоса, чтобы ограничить влияние частных инвесторов. Является сторонником организации деятельности железных дорог в соответствии с экономической целесообразностью. Его отношения с бывшим председателем совета директоров Хартмутом Медорном характеризуются взаимной неприязнью и даже неоднократными личными оскорблениями.
После увольнения Саррацина из «Deutsche Bahn» возник юридический конфликт между ним и его бывшим руководством по вопросу выплаты выходного пособия. Он требовал в трёх инстанциях выплаты ему пособия, однако получил отказ в Верховном суде Германии. По заявлению Медорна, это объясняется тем, что Саррацин вступил в должность сенатора по финансам в нарушение трудового договора с «Deutsche Bahn», а именно положения, запрещающего заниматься иной оплачиваемой деятельностью.

## Сенат Берлина
В январе 2002 года Тило Саррацин стал членом Сената Берлина в должности сенатора по финансам. Он придерживался камерального метода ведения муниципального бюджета. Именно благодаря ему в 2007 году впервые в истории удалось добиться профицита в берлинском муниципальном бюджете, который составлял 80 млн евро.
Благодаря своим резким высказываниям по вопросам берлинской социальной и образовательной политики Саррацин снискал славу провокатора. Его призывы к снижению социальных выплат вызывали многочисленные протесты. В 2008 году он утверждал, что получатели пособия по безработице могли бы жить менее чем на 4 евро в день. Известно высказывание, сделанное им в 2009 году о потреблении безработными энергии: «Они, во-первых, чаще сидят дома, во-вторых, любят тепло, в-третьих, регулируют температуру в доме с помощью окна». Повышение пенсий он называет «совершенно бессмысленным мероприятием». В июне 2008 года он стал членом Берлинского Сената с наибольшим количеством иных видов деятельности. Помимо прочего он член совета директоров Берлинского городского транспорта, клиники «Шарите», инвестиционного банка и компании «Vivantes». В 2004 году генеральная прокуратура Германии возбудила против Саррацина уголовное дело по обвинению в нецелевом расходовании бюджетных средств. Суд отказал в принятии дела к рассмотрению за несостоятельностью доводов прокуратуры. В 2009 году против Саррацина возбуждено новое уголовное дело. Прокуратура Берлина обвиняет его в том, что он продал муниципальный участок земли гольф-клубу «Berlin-Wannsee» по неоправданно низкой цене. Сам Саррацин свою вину отрицает.

## Немецкий федеральный банк
В апреле 2009 года Тило Саррацин оставил должность в Берлинском Сенате и ушёл в совет директоров Немецкого федерального банка. Его преемником стал Ульрих Нуссбаум.

## Интервью журналу «Lettre International»
Большой резонанс вызвали высказывания Саррацина о миграционной политике Германии, сделанные им в интервью журналу «Lettre International» от 30 сентября 2009 года. Он сказал, что значительная часть арабских и турецких иммигрантов не может и даже не хочет стать частью немецкого общества: «Интеграция есть задача того, кто интегрируется. Я не обязан уважать того, кто ничего для этого не делает. Я вообще не обязан кого-то уважать, кто живёт за счет государства, отвергает это государство, не заботится должным образом об образовании своих детей и постоянно производит на свет маленьких „девочек-в-платках“». Саррацин высказался за более жёсткую миграционную политику по отношению к приезжим, кроме тех, кто имеет высокую квалификацию.

### Реакция
Слова Саррацина вызвали критику председателя комитета Бундестага по внутренним делам Себастьяна Эдати, представителей профсоюзов и политологов, а также многих коллег по партии.
Поддержали его бывший глава Германского индустриального союза (нем. Bundesverband der Deutschen Industrie) Ханс-Олаф Хенкель, писатель и режиссёр Ральф Джордано, культуролог и философ Петер Слотердайк, социолог Неджла Келек, бывший федеральный канцлер Гельмут Шмидт и другие. Президент Немецкого федерального банка Аксель Вебер выразил недовольство словами Саррацина от имени Банка. Он потребовал отставки Саррацина, но последний отказался. Тогда совет директоров ограничил полномочия Саррацина, в частности по вопросам эмиссии и обращения наличных денег.

## Книга «Германия. Самоликвидация»
В связи с выходом книги «Германия. Самоликвидация», 2 сентября 2010 года управление федерального банка постановило ходатайствовать перед федеральным президентом об освобождении Саррацина от должности члена совета директоров. Между 7 и 9 сентября, по инициативе и при посредничестве администрации федерального президента, была достигнута договорённость между представителями Немецкого федерального банка и Саррацина о том, что тот добровольно покинет свой пост 30 сентября. В обмен на это, пенсия, которую он будет получать по достижении им пенсионного возраста, должна быть поднята на 1000 евро в месяц до уровня, соответствующего плановому окончанию его контракта с федеральным банком в 2014 году. Саррацин объяснил свой добровольный уход нежеланием ставить под удар авторитет должности федерального президента в случае, если тому бы пришлось отправить Саррацина в отставку своим распоряжением, и оно было бы впоследствии признано судом незаконным. Идеологическим продолжением книги «Германия самоликвидируется» стал вышедший в феврале 2014 г. труд «Der neue Tugendterror» («Новый праведный террор»), который был воспринят в научных кругах острой критикой. Тило Саррацин исключен из СДПГ 31 июля 2020 г.

## Сочинения
- Германия: самоликвидация = Deutschland schafft sich ab. — АСТ, 2016. — 558 с. : ил., табл. — ISBN 978-5-17-094396-8
- Европе не нужен евро = Europa braucht den Euro nicht. — АСТ, 2015. — 511 с. : ил., табл. — (Политика). — ISBN 978-5-17-086646-5
- Der neue Tugendterror. Über die Grenzen der Meinungsfreiheit in Deutschland. 1. Auflage. Deutsche Verlags-Anstalt, München 2014, ISBN 978-3-421-04617-8
- Feindliche Übernahme: Wie der Islam den Fortschritt behindert und die Gesellschaft bedroht (2018). («Вражеский захват. Как ислам тормозит прогресс и угрожает обществу») ISBN 978-3959721622.